# Nashat Akram
Nashat Akram Abid Ali Al-Eissa (Al-Hillah, 12 de setembro de 1984) é um ex-futebolista profissional iraquiano, que atuava como meia.

## Carreira
Akram integrou o elenco da Seleção Iraquiana de Futebol, nas Olimpíadas de 2004. 